# Vendredi tout est permis avec Arthur
Vendredi, tout est permis avec Arthur (renommé, en version anglophone, On Fridays, Anything Goes with Arthur) est une émission de jeu télévisé divertissement française diffusée depuis le 16 décembre 2011 sur TF1. Elle est diffusée le vendredi soir en alternance en seconde partie de soirée. L'émission peut être diffusée exceptionnellement le samedi ou le vendredi en prime-time à 21h.
Elle est rediffusée également sur TFX le mercredi à 21h depuis le 19 février 2020.

## Principe de l'émission
Dans chaque numéro de son émission, Arthur réunit six à huit personnalités françaises du monde du spectacle, du cinéma, de la télévision ou de la chanson pour les soumettre à une série d'épreuves censées être divertissantes. Parmi les plus connus, il y a le "Let's Dance", le "PhotoMime", le "Articule" (principalement à la chaîne), "ABCSong", "In The Dark", et le "Décor Penché". Cependant, cette dernière disparaît le 19 avril 2019 et est remplacée par une épreuve à 360°.
La chanson Aimons-nous vivants de François Valéry est régulièrement diffusée par Arthur, qui la considère comme l'hymne de l'émission. Le chanteur sera d'ailleurs invité le 31 décembre 2013 pour interpréter son titre au cours d'une édition spéciale du programme : Le 31, tout est permis avec Arthur. Cette chanson est aujourd'hui moins utilisée, voire plus utilisée du tout dans l'émission.

## Déclinaisons
L'émission s'inspire de La Fureur, autre émission d'Arthur et de Drôle de jeu avec Vincent Lagaf'. Elle voit le jour le 16 décembre 2011 sur TF1 en seconde partie de soirée. Dès ses débuts, et en dépit d'une diffusion parfois tardive, l'émission obtient de bons scores d'audience. TF1 ne tarde donc pas à multiplier les numéros pour faire oublier l'érosion des audiences des Enfants de la télé à 20 h 50.
Le 31 décembre 2012, à l'occasion de la Saint-Sylvestre, l'émission est rebaptisée Le 31, tout est permis avec Arthur. Cette édition spéciale accueille différentes personnalités et des animateurs de TF1 dans les studios du Club Dorothée à La Plaine Saint-Denis. Le même principe est reconduit à l'occasion des réveillons de la Saint-Sylvestre en 2013, 2014 et 2015.
Le principe n'est pas reconduit en 2016, et est remplacée par un Grand Bêtisier du 31. Cependant, un prime-time spécial Noël est diffusé Le 23 décembre 2016, veille du réveillon de Noël, où l'émission est nommée pour l'occasion C'est Noël, tout est permis avec Arthur.
L'année suivante, le 22 décembre 2017, l'avant-veille du réveillon de Noël, l'émission a porté le même nom pour l'occasion. Le principe est reconduit à l'année suivante, le 21 décembre 2018.
Le 25 janvier 2013, une adaptation musicale de Vendredi, tout est permis voit le jour, sous le titre En musique, tout est permis avec Arthur. Le concept reste identique. Et, si certaines épreuves sont modifiées, elles ont toutes pour point commun d'être réalisées en musique et en chanson. Cette adaptation a eu droit à deux émissions seulement.
Le 16 février 2013, Arthur annonce sur son compte Twitter qu'une déclinaison en prime-time de l'émission Vendredi, tout est permis est prévue pour le printemps avec quatorze célébrités. L'émission est programmée pour le 19 avril 2013 à 20 h 50. Un deuxième prime-time est prévu pour le 14 juin 2013.
Durant les saisons 3 et 4, l'intitulé de l'émission varie en fonction du jour de diffusion. Lorsque l'émission est diffusée le samedi ou le dimanche, que ce soit en prime time ou en deuxième partie de soirée, elle s'intitule Ce soir, tout est permis avec Arthur. L'émission du 4 janvier 2014 est diffusée un samedi et s'appelle pour l'occasion Samedi, tout est permis avec Arthur. Cet intitulé ne sera ensuite plus utilisé. Toutefois, sans raison, certaines émissions du vendredi se sont intitulées Ce soir, tout est permis au lieu de Vendredi, tout est permis. Depuis la saison 5, l'intitulé Ce soir, tout est permis n'est plus utilisé. Durant chaque été depuis 2013 est diffusé C'est l'été, tout est permis avec Arthur, une émission best of avec un condensé du meilleur des émissions antérieures.
Le 16 août 2015, Arthur annonce sur son compte Twitter que le prochain numéro de Vendredi tout est permis sera diffusé en direct. L'émission a lieu le 11 septembre 2015. Mais, au moment où Gad Elmaleh s’apprête à mimer le film Danse avec les loups, le studio d’enregistrement est plongé dans le noir. Il est 22 h 09. Au bout de vingt secondes d’écran noir, la chaîne diffuse une bande-annonce de ses programmes phares (une interlude), en attendant que le problème soit résolu. Après cette bande-annonce, TF1 diffuse des publicités et, à 22 h 18, Arthur reprend les commandes de l’émission en présentant ses excuses aux téléspectateurs : « Pardon pour ce petit incident technique bien entendu indépendant de notre volonté », avant d’ajouter : « Quant à ceux qui pensaient que cette émission n'était pas en direct, là, on vous en a donné, hélas, la preuve ! ».

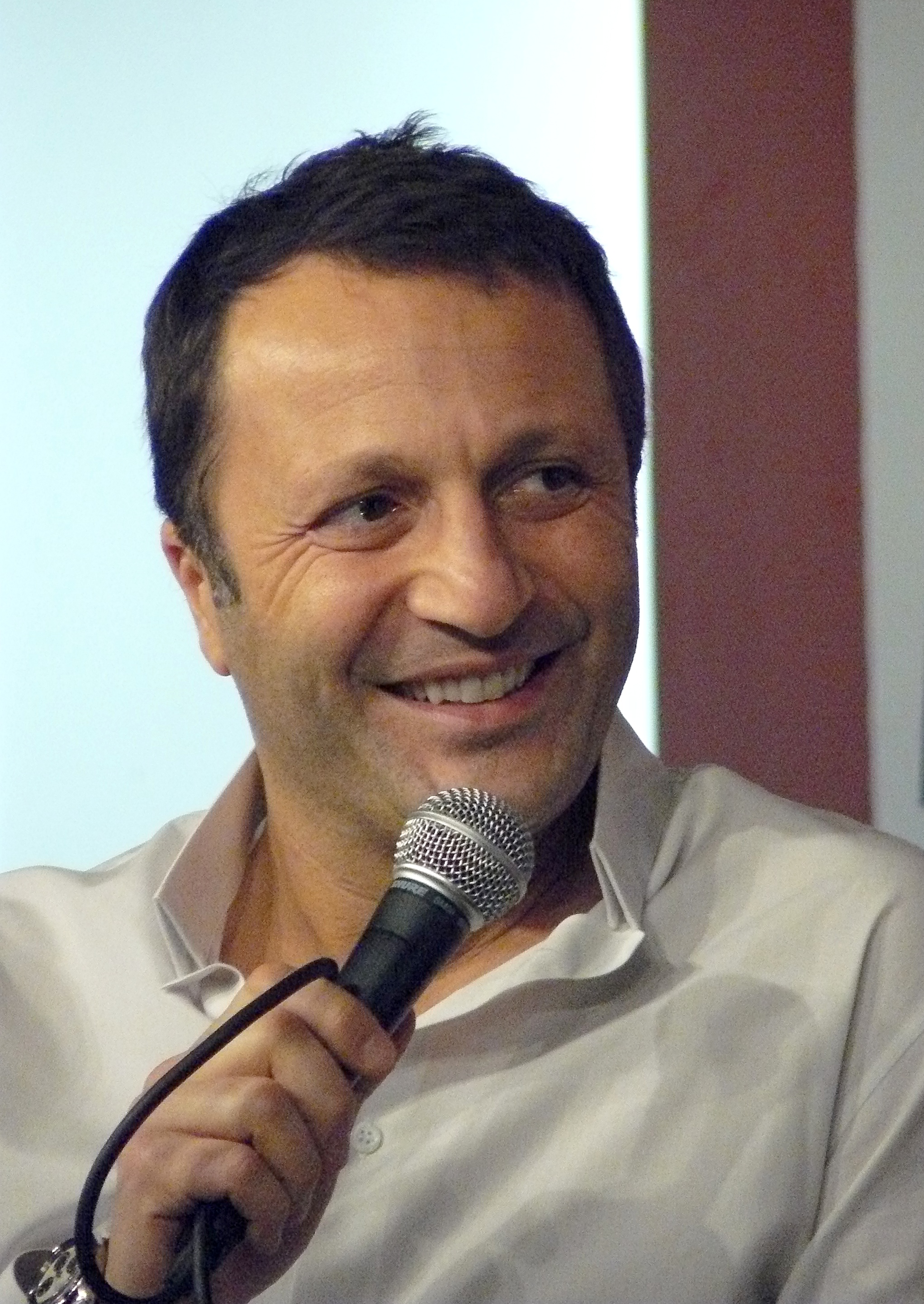
Arthur présente l'émission, accompagné de nombreux invités multi-talents

Le 5 février 2016, Arthur réitère l'expérience du direct avec un nouveau numéro de Vendredi, tout est permis en direct à 20 h 55. Les invités de ce soir-là jouent pour l'association « CéKeDuBonheur », dont Valérie Damidot est la marraine avec Omar Sy. Ne pouvant participer à l'émission, Gad Elmaleh, Jeff Panacloc et Jamel Debbouze laissent un message en direct. Julien Lepers, Jarry et Ahmed Sylla ont participé à diverses épreuves. Ce sont finalement 51 célébrités qui seront venues sur le plateau afin de récolter 51 000 euros pour l'association : Omar Sy, Rayane Bensetti, Jean-Paul Rouve, Sarah Stern, Brahim Zaibat, Waly Dia, Cartouche, Lord Kossity, Daphné Bürki, Baptiste Giabiconi, Cécile de Ménibus, Booder, Iris Mittenaere, Moundir de Koh-Lanta, Moussier Tombola, Manu Levy, Ariane Brodier, Christophe Beaugrand, Flora Coquerel, Keen'V, Anne Roumanoff, Nadège Beausson-Diagne, Willy Rovelli, Anne-Sophie Girard, Max Boublil, Philippe Lacheau, Vincent Desagnat, Tarek Boudali, Julien Arruti, Élodie Fontan, Noémie Lenoir, Inna Modja, Tony Saint Laurent, Vitaa, Lefa, Géraldine Lapalus, Capucine Anav, Cartman, Norbert Tarayre, Kheira Hamraoui, Roschdy Zem, Kevin Razy, Gil Alma, Mareva Galanter (la femme d'Arthur) et Sylvie Tellier. Lors de ce numéro, un incident s'est produit : alors que Laury Thilleman faisait une démonstration de pole dance, elle a lourdement chuté sur la tête, ce qui a entraîné l'intervention des pompiers sur le plateau,.
Pour la première fois depuis la création de l'émission, l'émission du 29 mars 2019 ne sera pas présentée par Arthur mais par Jarry. Ce numéro a été renommé pour l'occasion Vendredi, tout est Jarry,.
À partir de 2021, l'émission est parfois diffusée le samedi.
Le 29 janvier 2022, pour les 10 ans de l'émission, Arthur a réuni plus de 50 artistes pour une version XXL enregistrée au Dôme de Paris. Pendant plus de 3h30, les invités participeront à des épreuves devant un public de 2 000 personnes.
Le 3 février 2023, Arthur propose une nouvelle version XXL de l'émission également enregistrée au Dôme de Paris mais cette fois-ci devant 4 000 spectateurs. Ce prime s'intitulera "VTEP : Mission Spatiale" et les épreuves seront revisitées pour coller au thème.

## Identité visuelle

Logos des différentes déclinaisons de l'émission
Logotype de l'émission Vendredi tout est permis avec Arthur (jusqu'au 15 juin 2017)
Logotype de l'émission Ce soir tout est permis avec Arthur
Logotype de l'émission Le 31 tout est permis avec Arthur
Logotype de l'émission C'est Noël tout est permis avec Arthur
Logotype de l'émission En musique tout est permis avec Arthur
Logotype de l'émission C'est l'été tout est permis avec Arthur
Logotype de l'émission Vendredi tout est permis avec Arthur en direct
Logotype de l'émission Vendredi tout est permis avec Arthur (depuis le 4 décembre 2021)

## Records
- Photomime : Le 31 décembre 2014, l'équipe composée de M. Pokora, François-Xavier Demaison et Stéphane Rousseau réalise le nouveau record de l'émission en trouvant 24 photos pendant le temps imparti, l'emportant ainsi sur l'équipe de Florent Peyre, Issa Doumbia et Joy Esther (23 photos trouvées le 25 juillet 2014).
- Mime en Bouche : Le 18 juillet 2014, l'équipe d'Arnaud Tsamere, Ariane Brodier et Andy Cocq ont battu le record en mimant avec la bouche 18 images.
- Mexico : Le 30 janvier 2015, Arnaud Tsamere bat le record de la note tenue le plus longtemps avec 38 secondes.
- Participations : Le record du plus grand nombre de participations est détenu par Cartman avec un total de 80 participations.
- Articule : Le 4 mars 2016, Anne-Sophie Girard et Artus ont fait un score de 19 bonnes réponses.
- Qui suis-je : Le 22 mai 2015, Florent Peyre bat le record du Qui suis-je en trouvant le personnage de Conchita Wurst avec une seule question posée. Frédérique Bel a presque réussi à égaler ce record en découvrant son personnage (le prince Georges) en seulement trois questions.
- VTEP Mobile : Le 22 avril 2016, l'équipe de Ariane Brodier, Florent Peyre, Willy Rovelli et Kevin Razy est parvenue à faire rentrer 53 personnes dans la Citroën 2 CV.
- Amuse-Bouche : Le 7 septembre 2018, Gérémy Crédeville et Antonia de Rendinger ont fait un score de 18 bonnes réponses.
- Tire-nappe : Le 23 décembre 2020, lors de la spéciale Noël, Florent Peyre a laissé 9 objets sur la table en tirant la nappe.

## Invités
Ci-dessous, le détail du nombre de participations de chaque personne ayant été au moins une fois présente dans l'émission :

## Audiences
D'autant que pour la suite de la première saison, l'audience était encore montée crescendo. Les deux derniers inédits proposés avaient ainsi fédéré pas moins de 3,2 millions de téléspectateurs
.

### 2011-2015: Les années dorées
Entre 2011 et 2015, "Vendredi tout est permis avec Arthur" a rassemblé en moyenne, devant les inédits du vendredi en deuxième partie de soirée, 1,9 million de téléspectateurs, soit une part d'audience de 23% et une part de marché de 31% sur la cible commerciale féminine, avec notamment deux records enregistrés pour le numéro du 28 février 2014 : 29,9% de part d'audience sur l'ensemble du public et pas moins de 41,7% de part de marché sur les ménagères !

### 2016-2022: Le déclin
À partir de 2016, les audiences de VTEP vont en revanche commencer à décliner sur l'ensemble du public.
Le temps du confinement, l'émission a retrouvé des couleurs sur l'ensemble du public[Quoi ?] : les rediffusions programmées juste après les numéros raccourcis de "Koh-Lanta" ont ainsi permis à Arthur d'enregistrer des scores dignes des plus belles années du format, notamment "La soirée Pyjama" du 24 avril 2020, qui a réuni 2,6 millions de couche-tard (15,2% 4+ / 25,9% FRDA-50). Mais l'embellie aura été de courte durée. À son horaire habituel, dans une France non-confinée pour la dixième saison, les mêmes parts d'audience permettent à Arthur de ne compter que sur 940 000 fidèles (14,9% 4+ / 25,9% FRDA-50).
En 2021-2022, TF1 a proposé 3 numéros inédits de "Vendredi, tout est permis" en deuxième partie de soirée. Confirmant la tendance baissière du programme ces dernières années, ils n'ont réuni en moyenne que 746.000 personnes, soit 12,1% du public et 22,7% des FRDA-50[réf. souhaitée].
Légende :
- Les plus hauts chiffres d'audience
- Les plus bas chiffres d'audience

### En musique, tout est permis
| Date de diffusion | Audience moyenne          | Audience moyenne | Références |
| Date de diffusion | Nombre de téléspectateurs | PDM              | Références |
| ----------------- | ------------------------- | ---------------- | ---------- |
| 25 janvier 2013   | 2 805 000                 | 24,5 %           | [ 167 ]    |
| 22 février 2013   | 2 183 000                 | 21,5 %           |            |

### Émissions spéciales en prime-time
| Saison | Date de diffusion               | Nom de l'émission                      | Audience moyenne          | Audience moyenne | Classement des audiences de la soirée | Références |
| Saison | Date de diffusion               | Nom de l'émission                      | Nombre de téléspectateurs | PDM              | Classement des audiences de la soirée | Références |
| ------ | ------------------------------- | -------------------------------------- | ------------------------- | ---------------- | ------------------------------------- | ---------- |
| 2      | 31 décembre 2012 (20:55-00:25)  | Le 31, tout est permis                 | 3 945 000                 | 26,7 %           | 2e                                    | [ 168 ]    |
| 2      | 19 avril 2013 (20:55-23:20)     | Vendredi, tout est permis              | 5 318 000                 | 24,4 %           | 1er                                   | [ 169 ]    |
| 2      | 14 juin 2013 (20:50-23:25)      | Vendredi, tout est permis              | 4 702 000                 | 22,1 %           | 1er                                   | [ 170 ]    |
| 2      | 6 juillet 2013 (20:50-23:15)    | C'est l'été, tout est permis (best-of) | 3 194 000                 | 20 %             | 1er                                   | [ 171 ]    |
| 3      | 14 septembre 2013 (20:50-23:15) | Ce soir, tout est permis               | 4 175 000                 | 21,2 %           | 1er                                   | [ 172 ]    |
| 3      | 31 décembre 2013 (20:50-00:25)  | Le 31, tout est permis                 | 3 896 000                 | 26,4 %           | 2e                                    | [ 173 ]    |
| 3      | 24 janvier 2014 (20:50-23:35)   | Vendredi, tout est permis              | 4 599 000                 | 21,2 %           | 1er                                   | [ 174 ]    |
| 3      | 21 février 2014 (20:50-23:30)   | Vendredi, tout est permis              | 4 071 000                 | 18,3 %           | 2e                                    | [ 175 ]    |
| 3      | 21 mars 2014 (20:55-23:30)      | Vendredi, tout est permis              | 4 202 000                 | 20 %             | 1er                                   | [ 176 ]    |
| 3      | 11 avril 2014 (20:55-23:30)     | Vendredi, tout est permis              | 3 861 000                 | 18,5 %           | 1er                                   | [ 177 ]    |
| 3      | 28 juin 2014 (21:15-21:55)      | Ce soir, tout est permis               | 4 341 000                 | 21,3 %           | 1er                                   | [ 178 ]    |
| 3      | 5 juillet 2014 (20:55-23:30)    | Ce soir, tout est permis               | 3 128 000                 | 17,1 %           | 2e                                    | [ 179 ]    |
| 3      | 12 juillet 2014 (20:55-21:45)   | Ce soir, tout est permis               | 3 657 000                 | 19,4 %           | 1er                                   | [ 180 ]    |
| 3      | 25 juillet 2014 (20:55-22:45)   | Ce soir, tout est permis               | 4 166 000                 | 21,9 %           | 1er                                   | [ 181 ]    |
| 3      | 1er août 2014 (20:55-22:45)     | Ce soir, tout est permis               | 3 811 000                 | 20,5 %           | 1er                                   | [ 182 ]    |
| 3      | 8 août 2014 (20:50-22:50)       | C'est l'été, tout est permis (best-of) | 3 405 000                 | 19,2 %           | 1er                                   | [ 183 ]    |
| 3      | 15 août 2014 (20:50-22:50)      | C'est l'été, tout est permis (best-of) | 2 618 000                 | 15,4 %           | 2e                                    | [ 184 ]    |
| 3      | 22 août 2014 (20:50-23:10)      | Ce soir, tout est permis               | 3 363 000                 | 18,2 %           | 2e                                    | [ 185 ]    |
| 4      | 5 décembre 2014 (20:50-23:35)   | Vendredi, tout est permis              | 3 775 000                 | 17,6 %           | 1er                                   | [ 186 ]    |
| 4      | 31 décembre 2014 (20:50-00:45)  | Le 31, tout est permis                 | 3 687 000                 | 23,9 %           | 2e                                    | [ 187 ]    |
| 4      | 30 janvier 2015 (20:50-23:30)   | Vendredi, tout est permis              | 3 463 000                 | 16,2 %           | 2e                                    | [ 188 ]    |
| 4      | 3 avril 2015 (20:55-23:30)      | Vendredi, tout est permis              | 4 196 000                 | 19,5 %           | 1er                                   | [ 189 ]    |
| 4      | 2 mai 2015 (20:55-23:30)        | Ce soir, tout est permis               | 3 088 000                 | 15,4 %           | 2e                                    | [ 190 ]    |
| 4      | 13 juin 2015 (20:55-23:30)      | Ce soir, tout est permis               | 2 936 000                 | 16,6 %           | 2e                                    | [ 191 ]    |
| 4      | 11 juillet 2015 (20:55-23:30)   | Ce soir, tout est permis               | 2 479 000                 | 17,2 %           | 2e                                    | [ 192 ]    |
| 4      | 31 juillet 2015 (20:55-23:05)   | Ce soir, tout est permis               | 3 685 000                 | 20,3 %           | 1er                                   | [ 193 ]    |
| 4      | 7 août 2015 (20:55-23:00)       | Ce soir, tout est permis               | 2 911 000                 | 17,3 %           | 1er                                   | [ 194 ]    |
| 4      | 14 août 2015 (20:55-23:05)      | Ce soir, tout est permis               | 2 613 000                 | 15,1 %           | 2e                                    | [ 195 ]    |
| 5      | 11 septembre 2015 (20:55-23:35) | Vendredi, tout est permis              | 3 864 000                 | 19,5 %           | 2e                                    | [ 196 ]    |
| 5      | 31 décembre 2015 (20:55-00:30)  | Le 31, tout est permis                 | 3 772 000                 | 25,5 %           | 2e                                    | [ 197 ]    |
| 5      | 15 janvier 2016 (20:55-23:30)   | Vendredi, tout est permis              | 4 080 000                 | 19 %             | 2e                                    | [ 198 ]    |
| 5      | 5 février 2016 (20:55-23:30)    | Vendredi, tout est permis              | 3 856 000                 | 18,4 %           | 2e                                    | [ 199 ]    |
| 5      | 24 juin 2016 (20:55-23:30)      | Vendredi, tout est permis              | 2 642 000                 | 14,6 %           | 2e                                    | [ 200 ]    |
| 6      | 23 décembre 2016 (20:55-00:10)  | C'est Noël, tout est permis            | 3 589 000                 | 19,9 %           | 1er                                   | [ 201 ]    |
| 6      | 20 janvier 2017 (20:55-23:25)   | Vendredi, tout est permis              | 3 383 000                 | 14,5 %           | 2e                                    | [ 202 ]    |
| 6      | 28 juillet 2017 (21:00-23:15)   | Vendredi, tout est permis              | 2 654 000                 | 15,8 %           | 2e                                    | [ 203 ]    |
| 6      | 12 août 2017 (21:00-23:15)      | Vendredi, tout est permis              | 1 863 000                 | 11,4 %           | 3e                                    | [ 204 ]    |
| 7      | 22 décembre 2017 (21:00-00:10)  | C'est Noël, tout est permis            | 3 377 000                 | 17,1 %           | 2e                                    | [ 205 ]    |
| 7      | 20 janvier 2018 (21:00-01:25)   | Vendredi, tout est permis              | 4 027 000                 | 20,5 %           | 2e                                    | [ 206 ]    |
| 7      | 19 mai 2018 (21:00-23:25)       | Vendredi, tout est permis              | 2 391 000                 | 13,5 %           | 3e                                    | [ 207 ]    |
| 7      | 29 juin 2018 (21:00-23:35)      | Vendredi, tout est permis              | 2 536 000                 | 15,7 %           | 2e                                    | [ 208 ]    |
| 7      | 27 juillet 2018 (21:00-23:00)   | Vendredi, tout est permis              | 2 175 000                 | 14,2 %           | 1er                                   | [ 209 ]    |
| 7      | 3 août 2018 (21:00-23:00)       | Vendredi, tout est permis              | 1 880 000                 | 12,7 %           | 2e                                    | [ 210 ]    |
| 7      | 11 août 2018 (21:00-23:15)      | Vendredi, tout est permis              | 1 478 000                 | 10,9 %           | 3e                                    | [ 211 ]    |
| 8      | 21 décembre 2018 (21:00-23:00)  | C'est Noël, tout est permis            | 3 586 000                 | 16,9 %           | 1er                                   | [ 212 ]    |
| 8      | 25 janvier 2019 (21:00-23:15)   | Vendredi, tout est permis              | 2 432 000                 | 11,6 %           | 3e                                    | [ 213 ]    |
| 8      | 2 février 2019 (21:00-23:15)    | Vendredi, tout est permis              | 2 439 000                 | 11,9 %           | 3e                                    |            |

Légende :
- Les plus hauts chiffres d'audience
- Les plus bas chiffres d'audience

## Versions étrangères
Les versions internationales sont produites par Satisfaction – The Television Agency et distribuées par Endemol Shine Group.
Le format de télévision créé en France a été exporté dans vingt-neuf pays dans le monde.
Certaines versions ont connu un succès comme en Algérie ou en Tunisie.
| Pays               | Nom de l'émission                                                                            | Présentateur                                                                      | Chaîne                                             | Première diffusion | Dernière diffusion |
| ------------------ | -------------------------------------------------------------------------------------------- | --------------------------------------------------------------------------------- | -------------------------------------------------- | ------------------ | ------------------ |
| Algérie            | Vendredi ماشي عادي avec Sofiane Vendredi Machi Adi (Ce n’est pas normal) Vendredi Machi 3adi | Sofiane Dani                                                                      | Echorouk TV (2017-2019) Numidia TV (2019-en cours) | 4 mars 2017        | En cours           |
| Allemagne          | Jetzt wird’s schräg (de)                                                                     | Jochen Schropp                                                                    | Sat.1                                              | 18 juillet 2014    | 26 février 2016    |
| Australie          | Slide Show (en)                                                                              | Grant Denyer                                                                      | Seven Network                                      | 7 août 2013        | 13 novembre 2013   |
| Bulgarie           | С Рачков всичко е възможно S Rachkov vsichko e vazmozhno                                     | Dimitar Rachkov                                                                   | NOVA                                               | 10 septembre 2022  | 31 décembre 2023   |
| Canada (Français)  | Ce soir tout est permis                                                                      | Éric Salvail                                                                      | V                                                  | 17 novembre 2014   | 6 mai 2016,        |
| République tchèque | Možné je všechno!                                                                            | Pavel Zedníček                                                                    | TV Nova                                            | 31 août 2024       | En cours           |
| Colombie           | Me caigo de la risa                                                                          | Jorge Enrique Abello                                                              | RCN Televisión                                     | 5 mars 2016        | 28 mai 2016        |
| Danemark           | Rundt på gulvet                                                                              | Lars Hjortshøj                                                                    | TV 2 Danmark                                       | 31 août 2013       | 7 septembre 2013   |
| Espagne            | Me resbala (es)                                                                              | Arturo Valls                                                                      | Antena 3                                           | 15 novembre 2013   | 18 août 2021       |
| Espagne            | Me resbala (es)                                                                              | Lara Álvarez                                                                      | Telecinco                                          | 27 juin 2023       | 22 août 2023       |
| États-Unis         | Riot (en)                                                                                    | Rove McManus                                                                      | Fox                                                | 13 mai 2014        | 10 juin 2014       |
| Indonésie          | Slide Show                                                                                   | Raffi Ahmad                                                                       | Trans TV                                           | 10 février 2014    | 12 septembre 2014  |
| Israël             | הכל הולך Hakol Holekh VTEP Israel                                                            | Dvir Benedek                                                                      | Aroutz 2 (2014-2017) Reshet 13 (2017-en cours)     | 7 novembre 2014    | En cours           |
| Italie             | Stasera tutto è possibile (it)                                                               | Amadeus (2015-2018) Stefano De Martino (2019-                                     | Rai 2                                              | 8 septembre 2015   | En cours           |
| Jordanie           | جمعة مش عادية Djomaa Mesh Adieh                                                              | Abdallah Al-Ammari                                                                | Channel 1 ON TV                                    | 2020               | En cours           |
| Liban              | الليلة جنون Laylé Jnoun                                                                      | Mario Bassil                                                                      | MTV Liban                                          | 8 novembre 2013    | 28 février 2015    |
| Mexique            | Me caigo de risa                                                                             | Faisy                                                                             | Televisa                                           | 4 mars 2014        | En cours           |
| Norvège            | Alt er lov                                                                                   | Solveig Kloppen                                                                   | TV 2                                               | 28 février 2015    | 14 mai 2016        |
| Pays-Bas           | Alles mag op ... (nl)                                                                        | Jandino Asporaat                                                                  | RTL 4                                              | 25 avril 2014      | 19 février 2017    |
| Pologne            | Anything Goes. Ale jazda!                                                                    | Elżbieta Romanowska                                                               | TVP2                                               | 11 septembre 2020  | 12 mars 2021       |
| Roumanie           | Totul e permis                                                                               | Cosmin Seleși                                                                     | Antena 1                                           | 5 janvier 2014     | 11 février 2014    |
| Roumanie           | Săriți de pe fix!                                                                            | Cabral Ibacka                                                                     | Pro TV                                             | 14 septembre 2023  | En cours           |
| Portugal           | Vale Tudo (pt)                                                                               | João Manzarra                                                                     | SIC                                                | 13 janvier 2013    | En cours           |
| Russie             | Возможно всё! Vozmozhno vso!                                                                 | Vladimir Markony                                                                  | Rossiya-1                                          | 4 février 2022     | En cours           |
| Slovaquie          | Možné je všetko                                                                              | Daniel Dangl                                                                      | TV Markiza                                         | 2 septembre 2023   | En cours           |
| Slovénie           | Vse je mogoče                                                                                | Marjan Kučej Bojan Emeršič                                                        | TV Slovenija                                       | 4 octobre 2015     | En cours           |
| Thaïlande          | เกมตลกหกคะเมน Game Talok Hokkhamen                                                           | Kiattisak Udomnak                                                                 | Thairath TV                                        | 3 octobre 2015     | 30 janvier 2016    |
| Tunisie            | نهار الأحد ما يهمك في حد (ar) Nhar Lahad Ma Yhemk Fi Had Dimanche Tout Est Permis            | Sami Fehri Nidhal Saadi (ar) Amine Gara (22 mars 2020) Aymen Ammar Wassim Herissi | Elhiwar Ettounsi                                   | 24 septembre 2017  | 26 juin 2022       |
| Tunisie            | 100 Façons                                                                                   | Amine Gara                                                                        | Attessia TV                                        | 26 octobre 2016    | 26 mai 2017        |
| Turquie            | Dur Durabilirsen                                                                             | Engin Hepiler                                                                     | aTV                                                | 30 mai 2014        | 6 juillet 2014     |
| Uruguay            | Me resbala                                                                                   | Rafael Villanueva                                                                 | Teledoce                                           | 4 février 2015     | 4 juillet 2015     |
| Vietnam            | Chết Cười                                                                                    | Đức Hải                                                                           | VTV 3                                              | 17 janvier 2015    | 25 avril 2015      |

## Jeu de société
Un jeu de société dérivé de l'émission édité par Dujardin est sorti le 20 septembre 2013. En 2017, Dujardin sort une nouvelle version du jeu de société avec 9 épreuves inédites. En octobre 2020 Les Éditions Solar sortent un jeu de société dérivé de l’émission 300 cartes pour vivre les épreuves de l'émission télévisée.